# TAS2R41
TAS2R41 (англ. Taste 2 receptor member 41) – білок, який кодується однойменним геном, розташованим у людей на короткому плечі 7-ї хромосоми. Довжина поліпептидного ланцюга білка становить 307 амінокислот, а молекулярна маса — 35 896.
| 10         |  | 20         |  | 30         |  | 40         |  | 50         |
| ---------- |  | ---------- |  | ---------- |  | ---------- |  | ---------- |
| MQAALTAFFV |  | LLFSLLSLLG |  | IAANGFIVLV |  | LGREWLRYGR |  | LLPLDMILIS |
| LGASRFCLQL |  | VGTVHNFYYS |  | AQKVEYSGGL |  | GRQFFHLHWH |  | FLNSATFWFC |
| SWLSVLFCVK |  | IANITHSTFL |  | WLKWRFPGWV |  | PWLLLGSVLI |  | SFIITLLFFW |
| VNYPVYQEFL |  | IRKFSGNMTY |  | KWNTRIETYY |  | FPSLKLVIWS |  | IPFSVFLVSI |
| MLLINSLRRH |  | TQRMQHNGHS |  | LQDPSTQAHT |  | RALKSLISFL |  | ILYALSFLSL |
| IIDAAKFISM |  | QNDFYWPWQI |  | AVYLCISVHP |  | FILIFSNLKL |  | RSVFSQLLLL |
| ARGFWVA    |  |            |  |            |  |            |  |            |

A: Аланін

C: Цистеїн

D: Аспарагінова кислота

E: Глутамінова кислота

F: Фенілаланін

G: Гліцин

H: Гістидин

I: Ізолейцин

K: Лізин

L: Лейцин

M: Метіонін

N: Аспарагін

P: Пролін

Q: Глутамін

R: Аргінін

S: Серин

T: Треонін

V: Валін

W: Триптофан

Кодований геном білок за функціями належить до рецепторів, g-білокспряжених рецепторів, білків внутрішньоклітинного сигналінгу. 
Локалізований у мембрані.